# 北海道道1115号摩周湖斜里線
北海道道1115号摩周湖斜里線（ほっかいどうどう1115ごう ましゅうこしゃりせん）は、北海道弟子屈町と斜里町を結ぶ一般道道（北海道道）である。

## 概要

### 路線データ
- 起点：北海道川上郡弟子屈町摩周湖畔（裏摩周展望台）
- 終点：北海道斜里郡斜里町川上（国道334号交点）
- 総延長：35.0km
- 重複区間：
  - 弟子屈町摩周湖畔 - 斜里郡清里町清里峠（北海道道150号摩周湖中標津線）
  - 清里町札弦町（北海道道805号札弦停車場水上線）
  - 清里町羽衣町 - 清里町水元町（北海道道857号江南清里停車場線）
  - 清里町羽衣町 - 清里町水元町（北海道道946号向陽清里停車場線）

## 歴史
- 1994年（平成6年）4月1日 路線認定[1]。

## 地理

### 通過する自治体
- 釧路総合振興局
  - 川上郡
    - 弟子屈町
- 根室振興局
  - 標津郡
    - 中標津町
- オホーツク総合振興局
  - 斜里郡
    - 清里町
    - 斜里町

### 主な接続道路
清里町
- 北海道道150号摩周湖中標津線 - 清泉
- 北海道道805号札弦停車場水上線 - 札弦町（重複）
- 北海道道250号清里止別線 - 札弦町
- 北海道道857号江南清里停車場線 - 羽衣町、水元町（重複）
- 北海道道946号向陽清里停車場線 - 羽衣町、水元町（重複）

斜里町
- 国道334号 - 川上
- 北海道道1000号富士川上線 - 川上

### 道の駅
清里町
- 道の駅パパスランドさっつる - 神威